# Francisco Cati
Francisco Cati nasceu em (Cidade do México dia 18 de dezembro de 1981) é um jogador da selecção nacional mexicana de futebol de praia. Actua como defesa.

## Palmarés
- Vice-campeão do Torneio de Qualificação da CONCACAF para o Campeonato do Mundo de Futebol de Praia FIFA 2007.
- Vice-campeão do Campeonato do Mundo de Futebol de Praia FIFA 2007.
- Campeão do Torneio de Qualificação da CONCACAF para o Campeonato do Mundo de Futebol de Praia FIFA 2008.